# El Capitán Escudo
El Capitán Escudo fue una historieta infantil publicada originalmente de forma bimensual dentro de la revista infantil ¡Elé!, de editorial Zonacuario, distribuida en Ecuador. 

## Trayectoria editorial
La primera aparición de Capitán Escudo se produjo en la edición n.º 6 de revista Elé, de octubre de 2006. La intención original de la historieta era mostrar una parodia de súper héroe, que llevara un disfraz del escudo de armas ecuatoriano para Halloween, ya que en el calendario cívico de ese país, la fecha de noche de brujas coincide con la conmemoración de dicho símbolo patrio.
Con el tiempo, la historieta evolucionaría de parodia a un súper héroe más tradicional, que sin recurrir a la violencia, enfrentaría a villanos que encarnan problemas éticos y sociales como la contaminación ambiental, la corrupción, etc.

## Adaptaciones en otros medios
En 2018 se estrenó el cortometraje animado Capitán Escudo: el Origen, codirigido por Beto Valencia y Diego Castillo. 
Tras el cierre de revista Elé, la historieta continúa publicándose en varios fascículos y ediciones especiales.